# Chaetostoma scoparium
Chaetostoma scoparium är en tvåhjärtbladig växtart som beskrevs av Célestin Alfred Cogniaux. Chaetostoma scoparium ingår i släktet Chaetostoma och familjen Melastomataceae. Inga underarter finns listade i Catalogue of Life.